# Leucosoleniidae
Los leucosolénidos (Leucosoleniidae) son una familia de esponjas marinas del orden Leucosolenida.

## Géneros
- Ascute Dendy y Row, 1913
- Ascyssa Haeckel, 1872
- Leucosolenia Bowerbank, 1864